# Helios 1
Pour les articles homonymes, voir Hélios (homonymie).
La sonde Helios 1 est la première sonde du programme allemand de sondes Helios.

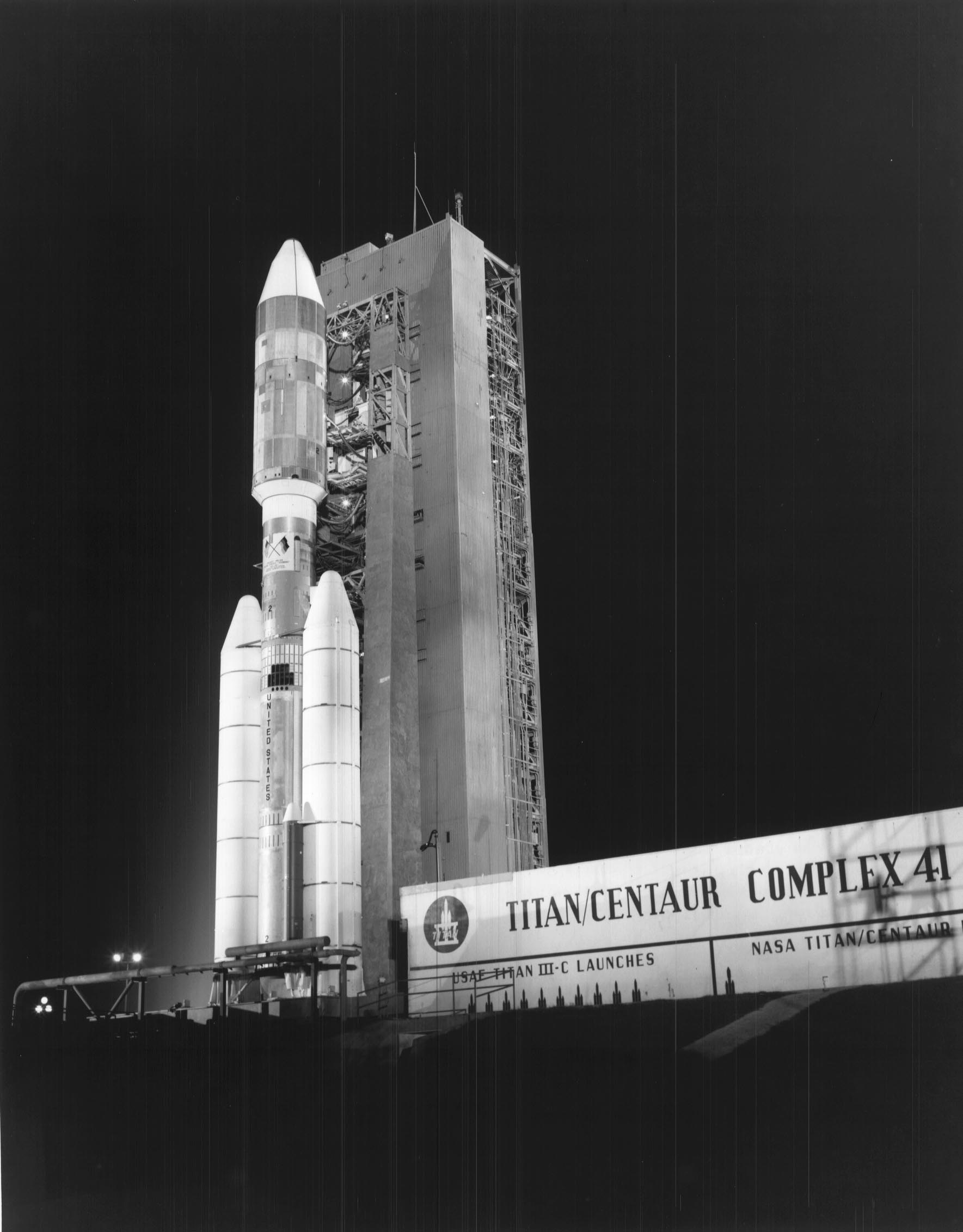
Titan IIIE-Centaur avec la sonde Helios 1 en 1974.